# Gesellschaft mit beschränkter Haftung
GmbH, в Австрии GesmbH (аббревиатура от нем. Gesellschaft mit beschränkter Haftung) — общество с ограниченной ответственностью, распространённая правовая форма предприятий в Германии, Австрии, Швейцарии, Лихтенштейне. Используются также варианты mbH, когда термин Gesellschaft является частью названия компании, и gGmbH (gemeinnützige GmbH) — для некоммерческих компаний.

## Уставный капитал
Минимальный уставный капитал для GmbH должен составлять не менее 25 тыс. евро (в Австрии — 35 тыс. евро). При единоличном владении уставный капитал должен быть внесён на момент регистрации в полном размере, при этом часть его может быть обеспечена векселем либо банковской гарантией без фактического внесения денежных средств.
При двух и более учредителях каждым из них должно быть внесено на момент регистрации не менее 25 % своей доли, а суммарно должно быть внесено не менее 12,5 тыс. евро. Вторая половина вносится в течение первого года работы фирмы.
Минимальный размер доли в GmbH составляет 100 евро.

## Структура управления
GmbH имеет трёхзвеньевую структуру управления: общее собрание членов общества, наблюдательный совет и исполнительного директора (Geschäftsführer).
Общее собрание решает наиболее важные вопросы деятельности общества. Принятие тех или иных решений на собрании осуществляется на основании большинства голосов при голосовании. Каждые 50 евро доли в GmbH дают один голос. Таким образом, каждый участник имеет как минимум 2 голоса.
Наблюдательный совет должен быть создан лишь в случаях, предусмотренных учредительным договором, либо в соответствии с законом, если в компании занято более 500 человек.
Исполнительный директор осуществляет руководство текущей деятельностью общества.
Закон об обществе с ограниченной ответственностью (GmbHG) в Германии вступил в силу ещё в 1892 году. Как и определённые им отношения между сторонами и участниками общества, он неоднократно подвергался корректировкам и приспособлениям к изменениям в правовой действительности. Последнее его изменение в ноябре 2008 года существенно повлияло на права и обязанности владельца и управляющего GmbH.

## Модернизация закона о GmbH в 2008 году
Закон о модернизации Закона о GmbH и о предотвращении злоупотреблений (MoMiG) преследует две основные цели: модернизацию Закона о GmbH (Mo) и предотвращение злоупотреблений (Mi).
Именно с целью предотвращения злоупотреблений на основе многолетней судебной практики в корпоративном праве на владельца и управляющего обществом были возложены новые обязанности и связанная с ними ответственность. С вступлением 1 ноября 2008 года нового закона изменились так же требования к квалификации управленца, которому доверяется ведение дел общества. При этом по умышленности или по невнимательности допущенная переоценка возможностей управленца делами общества, ведущая к последствиям с ущербом, полностью и в неограниченном объёме ложится на плечи членов общества.

## Некоторые изменения MoMiG
Немаловажны первые шаги, которые осуществляют основатели общества при его регистрации в судебном регистре, а именно при занесении почтового адреса, по которому должна доставляться вся официальная ведомственная, судебная и иная почта. О том, какие процессуальные последствия для основателей общества может иметь ошибка в адресе или отсутствие правильного почтового адреса, можно узнать из процессуального кодекса (ZPO) в котором заложен процесс и последствия невозможности доставки официальной почты юридическому лицу.
Актуальны также изменения касающиеся кризисной ситуации, в которую может попасть любое общество и связанные с этим требования к его членам или члену, их права и обязанности при этом. Новым в этой связи является обязанность касающихся своевременной подачи заявления о неплатёжеспособности или банкротстве общества в особой ситуации при отсутствии или бездействии управленца. Именно несвоевременное соблюдение этих требований заложено в положениях уголовного законодательства (StGB), которые особенно часто применяются к руководству обществ с ограниченной ответственностью и к руководителям компаний в других корпоративных формах. Кроме того, соблюдение таких требований необходимо для корректного налогового ведения общества согласно налоговому законодательству.
Если ранее вся ответственность за несвоевременное определение подобной ситуации угрожающей делам общества могла быть возложена на управляющего, то в ситуации с его отсутствием, нежеланием вести дела, после сложения им полномочий или увольнения — не только возможность, но и обязанность подобного заявления возложена на каждого участника общества.
Дополнительно определены так же условия, при которых подобная обязанность должна выполняться владельцами общества, а именно: вне зависимости от имеющихся у каждого из них количества голосов или долей. Таким образом, даже владелец минимальной доли общества может нести ответственность за несвоевременные свои действия при т. н. несольвентности общества.
Лояльнее с изменением закона определяется право передачи частей владения обществом. Так, если ранее для продажи требовалось одобрение собранием или уполномоченным руководством общества, то сейчас это условие отменено. Как следствие любая часть может быть передана или продана любому третьему лицу, даже если это не одобрено или нежелаемо остальными участниками-владельцами общества. В этой связи стоит упомянуть, что подобная возможность пользования таким правом является диспозитивной, то есть может быть оговорена, ограничена или обусловлена в нотариально оформленном уставе общества.
Активная позиция на интернациональной арене любого, зарегистрированного в Германии GmbH и необходимость привлечения немецкого рынка для иностранного предпринимательства так же отразились на положениях закона о GmbH. Так любой иностранный гражданин может быть назначен управляющим делами общества. При этом необходимы как особая тщательность в выборе такого иностранного персонала, так и обеспечение управленца всеми необходимыми условиями для успешного ведения дел, что является в обоих случаях прямой ответственностью владельцев. Например наличие права на работу в Германии у иностранного управленца, если управление предусматривает подобное; соблюдение трудового и налогового законодательства других стран, если иностранный управленец GmbH работает в другой стране и др.
Как определено в § 30 Абз. 1. ч. 1 GmbHG уставной капитал не подлежит выплате владельцам и при подобной выплате управляющий ответственен за это лично и не ограничено. Исключение составляет лишь случай § 30 Абз. 1 ч. 2 GmbHG, когда управляющий может осуществлять выплаты владельцам, которые обеспечены т. н. полным и возвратным требованием. Таким образом управляющий обязан осуществлять контроль платёжеспособности (бонитета) владельца, обеспеченность требования возврата и определение процентной ставки в интересах общества.
Особенно необходимо так же выполнение требований § 43a GmbHG запрещающих управляющему распоряжение средствами уставного капитала в пользу руководителей, уполномоченных и других доверенных представителей.
Интересно в этой связи нововведение, позволяющее практиковать т. н. Cash-Pooling для ответвлённых компаний, что даёт возможность использовать уставной капитал в виде займов экономя при этом расходы на банковское финансирование. Ответственность управляющего так же предусмотрена при пользовании Cash-Pooling и при необеспеченности требования или других отклонениях в возврате он так же ответственен лично в полном объёме.

## Новая форма GmbH
Новшества, внесённые реформой закона о GmbH, прежде всего видны по изменению самого словарного запаса немецкого юриста корпоративного права. В нём появилось новое обозначение и соответственно новое правовое определение, а именно т. н. общество предпринимателей с ограниченной ответственностью (Unternehmergesellschaft haftungsbeschränkt), сокращённо UG.

## Уставный капитал UG
Основным отличием этой корпоративной формы от её «старшей сестры» GmbH является её назначение, простота оформления и содержание уставного капитала (от 1 евро), что делает её более привлекательной с одной стороны, но менее гибкой в правовом плане с другой стороны.
Абсолютным новшеством является уставный капитал общества, требования к нему, его содержание и распоряжение им.
О том, что основание общества с ограниченной ответственностью предусматривает наличие уставного капитала в размере 25.000 евро и что доступность пользования этой общественной формой часто ограничивается отсутствием подобного уставного капитала у малого предпринимательства давно известно, являлось предметом обсуждения и поводом для вариантов обхождения этого требования в предпринимательской и правовой среде.
Определив новую форму общества как «мини-GmbH», законодатель Германии дал возможность использовать такой же «мини-уставной капитал» в размере всего от 1 евро, привязав эту возможность к различным условиям и требованиям, наделив основателей соответственно «мини-правами».
Одним из основных условий является обязательное наличие капитала от 1 евро и его использование в виде вклада в уставной капитал до начала регистрации и занесения общества в регистр. Тем не менее, согласно существующей на середину 2010 года статистике по среднему уставному капиталу всех зарегистрированных UG, с момента введения этой новой корпоративной формы, он составляет около 2.500 евро.

## Регистрация UG
В процессе правового «рождения» этой формы, то есть при её регистрации и с целью экономии регистрационных расходов возможно применение так называемого образца протокола устава, изменения и индивидуальные регулирования в котором исключаются (§ 5a GmbHG).
Альтернативой тому, что разрабатывается в уставе общества с ограниченной ответственностью индивидуально, с учётом потребностей, особенностей и пожеланий основателей такого общества является в случае с UG шаблонным текстом устава для UG, который не только облегчает процесс «разработки» основы общества, но и связанные с этим последствия во взаимоотношениях.
Примером того, что использование шаблонного протокола имеет не только преимущества, но и недостатки является невозможность индивидуальных регулирований, оговорок, статей, которые относятся например к долям владения или к ограничениям полномочий или иных прав отдельных членов, то есть не возможен выход за рамки того, что уже предусмотрено законом о GmbH и применимо к UG.

## Другие требования к UG
В отличие от известного права основателей GmbH выбирать форму внесения уставного капитала в вещественном, материальном виде или в виде капитала, основатель UG может вносить лишь капитал в размере от 1 евро. Запрет внесения вещественных и материальных вкладов распространяется так же на все привычные ранее для капитала GmbH действия, как например увеличение капитала на протяжении всего срока существования этой корпоративной формы.
Главным условием последующей работы и обращению с прибылью UG является так же отчисление её части в т. н. накопительный фонд для формирования полноценного уставного капитала, предусмотренного для основания GmbH.
Ежегодная финансовая отчётность UG так же отличается от уже известной для GmbH и предусматривает определённый механизм расчёта, при котором общество обязано производить отчисления от остатка прибыли в накопительный фонд; так же регулируется использование этих накопительных средств при реорганизациях, отделениях, слияниях и т. д.
Решающим в использовании этих накопительных средств является их последующее назначение, как уставной капитал полноценного GmbH, в которое UG переформировывается без изменения корпоративной формы. То есть при достижении этих отчислений необходимой суммы в 25.000 евро из нововведённой формы UG образуется хорошо известная GmbH.